# Enganyapastors de llet blanca

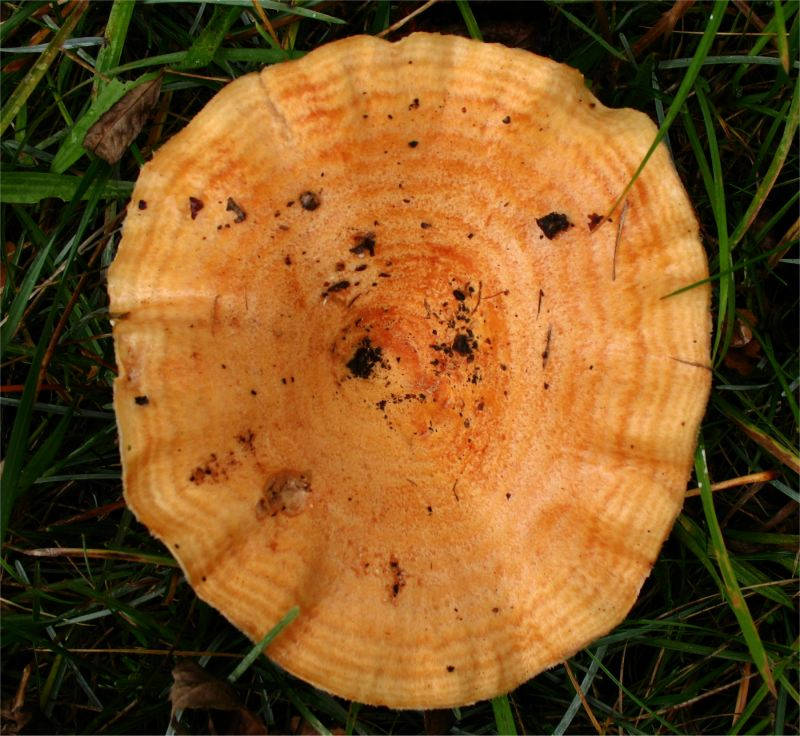
Detall del capell

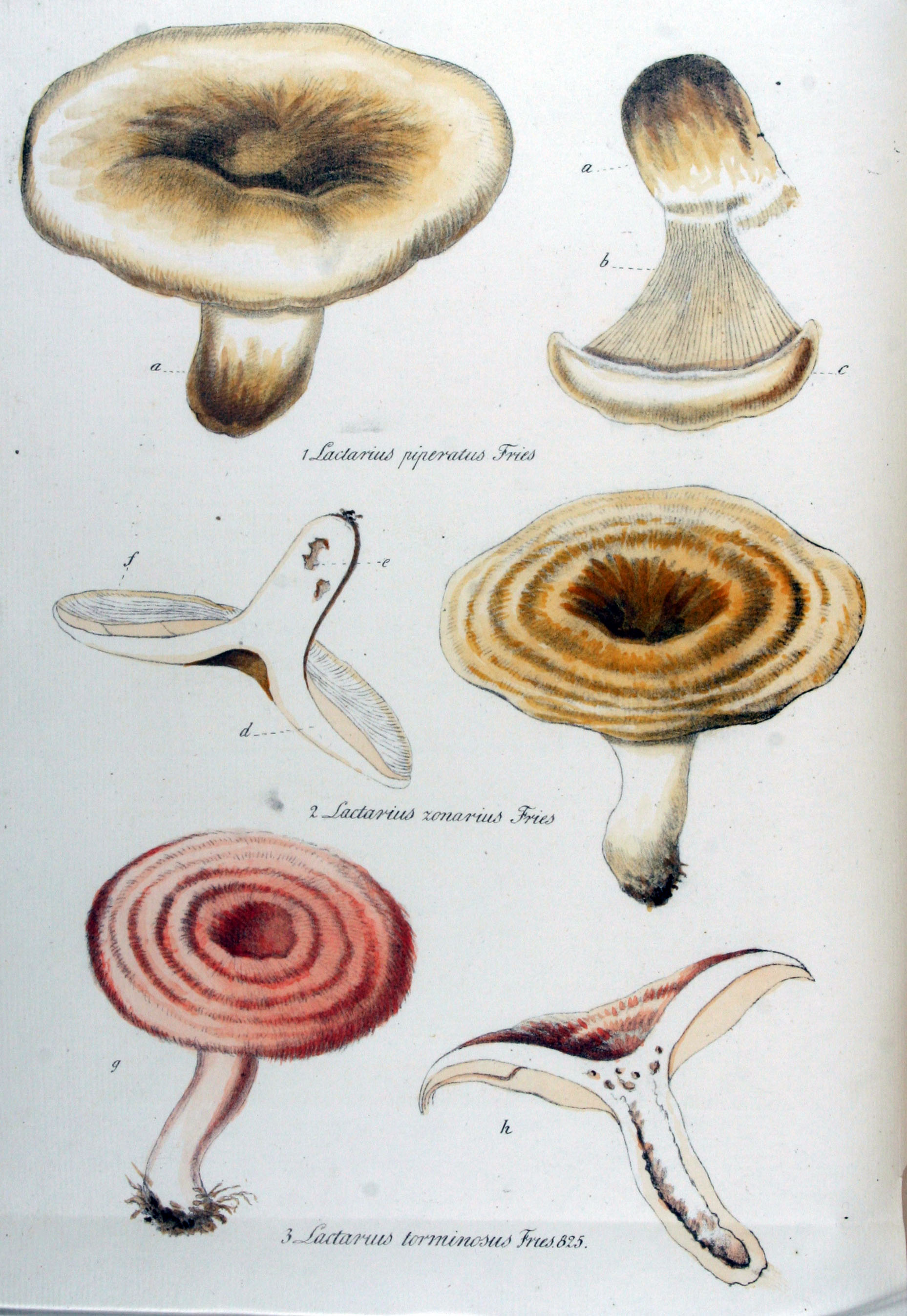
Il·lustració del 1853 mostrant, de dalt a baix, Lactarius piperatus, Lactarius zonarius i Lactarius terminosus

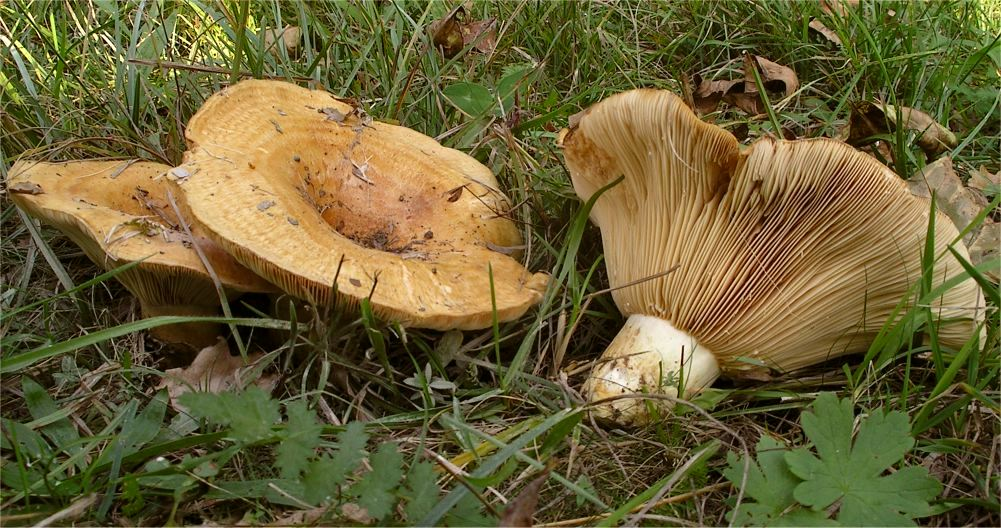
Esclata-sangs blancs

L'enganyapastors de llet blanca (Lactarius zonarius) és una espècie de fong de l'ordre dels russulals (Russulales). És una lleterola del grup dels enganyapastors.

## Noms comuns
Enganyapastors de llet blanca, esclata-sang blanc, esclata-sang bord, esclata-sang coent, esclata-sang d'alzina, esclata-sang de llet, esclata-sang de lletrada o enganyapastors d'alzina de llet blanca,

## Descripció
- El capell mesura de 5 a 11 cm de diàmetre i, si bé de bon principi és bombat, més tard s'aplana i presenta una clara depressió central. El marge sovint és ondulat. La superfície és de color de groc ocraci a bru ocraci amb tonalitats vermelloses o ataronjades, lluent, nua (glabra) i clarament zonada (és a dir, presenta un dibuix en bandes concèntriques de color més fosc).
- Les làmines arriben fins a la cama i sovint s'hi estenen una mica arran (adnatodecurrents). Són força nombroses, atapeïdes i de color de crema pàl·lid a crema ocraci. L'aresta és sencera i del mateix color.
- La cama és dura, robusta, cilíndrica, mesura 2-4,5 x 1-2 cm i és de color blanquinós, tonalitat que en madurar es presenta tacada de groc brunenc.
- La carn és compacta, blanquinosa i exsuda un abundant làtex blanquinós i immutable.
- L'olor és acídula i el sabor, de bon principi suau, després es torna una mica coent.
- L'esporada és de color crema pàl·lid. Les espores són de subgloboses a el·lipsoidals, berrugoses, i mesuren 7-8,5 x 5,5-6 micres. Els basidis són tetraspòrics.[11][10][12][13]

## Hàbitat i distribució geogràfica
És una espècie comuna que creix entre 300 i 1.500 m d'altitud, sobre sòls bàsics (generalment sota planifolis, especialment roures -com ara, Quercus pyrenaica-, alzinars -entre d'altres, Quercus suber-, Castanea sativa, etc.) i fructifica de l'estiu a la tardor (des del juliol fins al novembre) formant grups nombrosos. La seua àrea de distribució es troba a Europa (Àustria, Dinamarca, Estònia, Finlàndia, França, Alemanya, Grècia, Itàlia -com ara, la Llombardia, la Campània, la Toscana, etc.-, Luxemburg, Noruega, Romania, Bulgària, Ucraïna, Eslovènia, Macedònia del Nord, Croàcia, l'Estat espanyol -com ara, Andalusia-, Suècia, Suïssa i la Gran Bretanya), el Marroc, Amèrica (el Canadà, els Estats Units i Costa Rica) i el Japó. Als Països Catalans és present a Mallorca, Menorca, els ports de Tortosa-Beseit, les Guilleries, el Parc Natural del Cadí-Moixeró, etc.

## Comestibilitat
És només comestible després d'escaldar-lo, encara que no és aconsellable el seu consum.

## Risc de confusió amb altres espècies
Es podria confondre amb Lactarius acerrimus (el qual té la cama una mica excèntrica, el làtex molt coent i els basidis bispòrics), Lactarius evosmus (més pàl·lid i amb una olor que recorda la de les pomes) i Lactarius bresadolanus (amb una coloració més ataronjada).